# Engi
Engi is een plaats en voormalige gemeente in het Zwitserse kanton Glarus, en maakt sinds 1 januari 2011 deel uit van de gemeente Glarus Süd.
- Gemeinsame Normdatei: 4585481-6
- Historisch woordenboek van Zwitserland: 000763
- Library of Congress Control Number: n87923297
- Nationale Bibliotheek van Tsjechië: ge961214
- Nationale Bibliotheek van Israël: 987007562561005171
- Virtual International Authority File: 133376025